# Medizinprodukte-EU-Anpassungsgesetz
Das Medizinprodukte-EU-Anpassungsgesetz ist ein Gesetz, das der Anpassung des nationalen Medizinprodukterechts an die VO (EU) 2017/745 über Medizinprodukte und die VO (EU) 2017/746 über In-vitro-Diagnostika dient.
Das MPEUAnpG umfasst 29 Artikel. Art. 1 enthält das neue Medizinprodukterecht-Durchführungsgesetz, welches zum 26. Mai 2021 die meisten Vorschriften des Medizinproduktegesetzes (MPG) ersetzen wird. Eine für Deutschland wesentliche Änderung ist die durch die EU-Verordnung vorgegebene Umgestaltung der Kompetenzverteilung zwischen Bund und Ländern, insbesondere bei der Anordnung und Umsetzung von Maßnahmen bei auffälliger Risikobewertung durch eine „zentrale Stelle.“
Die Artikel 2 bis 16a enthalten Änderungen anderer Gesetze. Art. 17 regelt das Inkraft- und Außerkrafttreten.

## Inhalt
- Artikel 1 Gesetz zur Durchführung unionsrechtlicher Vorschriften betreffend Medizinprodukte (Medizinprodukterecht-Durchführungsgesetz – MPDG)

- Artikel 2 Änderung des Medizinprodukterecht-Durchführungsgesetzes

- Artikel 3 Weitere Änderungen des Medizinprodukterecht-Durchführungsgesetzes

- Artikel 3a Änderung des Atomgesetzes

- Artikel 3b Änderung des Strahlenschutzgesetzes

- Artikel 4 Änderung des Fünften Buches Sozialgesetzbuch

- Artikel 4a Änderung der Bundesbeihilfeverordnung

- Artikel 5 Änderung des Heilmittelwerbegesetzes

- Artikel 6 Weitere Änderung des Heilmittelwerbegesetzes

- Artikel 7 Änderung des Arzneimittelgesetzes

- Artikel 8 Weitere Änderung des Arzneimittelgesetzes

- Artikel 9 Änderung des Lebensmittel- und Futtermittelgesetzbuches

- Artikel 9a Änderung des Gesetzes zum Schutz vor nichtionisierender Strahlung bei der Anwendung am Menschen

- Artikel 10 Weitere Änderung des Lebensmittel- und Futtermittelgesetzbuches

- Artikel 10a Änderung des Krankenhausfinanzierungsgesetz

- Artikel 10b Änderung der Elektro- und Elektronikgeräte-Stoff-Verordnung

- Artikel 10c Weitere Änderung der Elektro- und Elektronikgeräte-Stoff-Verordnung

- Artikel 11 Änderung des Elektro- und Elektronikgerätegesetzes

- Artikel 11a Änderung der Medizinprodukte-Sicherheitsplanverordnung

- Artikel 11b Änderung der Verordnung über klinischen Prüfungen von Medizinprodukten

- Artikel 12 Weitere Änderung des Elektro- und Elektronikgerätegesetzes

- Artikel 12a Änderung des Implantateregistergesetzes

- Artikel 12b Änderung der Mess- und Eichverordnung

- Artikel 13 Änderung des Chemikaliengesetze

- Art. 14 Weitere Änderungen des Chemikaliengesetzes

- Art. 15 Änderungen des Produktsicherheitsgesetzes

- Art. 16 Weitere Änderungen des Produktsicherheitsgesetzes

- Artikel 16a Weitere Änderungen aus Anlass der Auflösung des Deutschen Instituts für Medizinische Dokumentation und Information

- Artikel 17 Inkrafttreten, Außerkrafttreten